# Паломінас (Аризона)
Паломінас (англ. Palominas) — переписна місцевість (CDP) в США, в окрузі Кочіс штату Аризона. Населення — 222 особи (2020).

## Географія
Паломінас розташований за координатами 31°23′16″ пн. ш. 110°6′52″ зх. д. / 31.38778° пн. ш. 110.11444° зх. д. (31.387659, -110.114478).  За даними Бюро перепису населення США в 2010 році переписна місцевість мала площу 5,00 км², з яких 4,99 км² — суходіл та 0,01 км² — водойми.

## Демографія
Згідно з переписом 2010 року, у переписній місцевості мешкало 212 осіб у 98 домогосподарствах у складі 60 родин. Густота населення становила 42 особи/км².  Було 107 помешкань (21/км²).
Расовий склад населення:
| - 96,2 % — білих - 1,4 % — корінних американців |

До двох чи більше рас належало 2,4 %. Частка іспаномовних становила 15,1 % від усіх жителів.
За віковим діапазоном населення розподілялося таким чином: 12,7 % — особи молодші 18 років, 66,1 % — особи у віці 18—64 років, 21,2 % — особи у віці 65 років та старші. Медіана віку мешканця становила 53,3 року. На 100 осіб жіночої статі у переписній місцевості припадало 92,7 чоловіків;  на 100 жінок у віці від 18 років та старших — 94,7 чоловіків також старших 18 років.
За межею бідності перебувало 77,0 % осіб, у тому числі 96,5 % дітей у віці до 18 років та 0,0 % осіб у віці 65 років та старших.
Цивільне працевлаштоване населення становило 72 особи. Основні галузі зайнятості: мистецтво, розваги та відпочинок — 70,8 %, транспорт — 29,2 %.